# Sanmarinska košarkaška reprezentacija
Sanmarinska košarkaška reprezentacija predstavlja državu San Marino u međunarodnoj muškoj košarci. Nadležni savez član je FIBA-e od 1969.

## Nastupi na međunarodnim natjecanjima

### Europsko prvenstvo-divizija C/Prvenstvo malih europskih država
- 1988.: 5. mjesto
- 1990.: 6. mjesto
- 1992.: 5. mjesto
- 1994.: nisu sudjelovali
- 1996.:  bronca
- 1998.:  bronca
- 2000.:  srebro
- 2002.:  zlato
- 2004.: 6. mjesto
- 2006.: 5. mjesto
- 2008.: 5. mjesto
- 2010.: 8. mjesto
- 2012.: 4. mjesto

### Igre malih europskih država
- 2001.:  bronca
- 2003.: 4. mjesto
- 2005.: 4. mjesto
- 2007.:  bronca
- 2009.: 6. mjesto